# HD 17156 b
HD 17156b es un planeta extrasolar que orbita la estrella HD 17156 en la constelación de Casiopea. Es un gigante gaseoso, con una masa superior a la de Júpiter. Posee una órbita altamente excéntrica de unas tres semanas de duración, que está en su periastro a aproximadamente 0.0523 UA de la estrella, y luego a 0.2665 UA en su apoastro. Su excentricidad es similar a la observada en 16 Cygni Bb, un llamado "Júpiter excéntrico".
Fue descubierto en 2007 gracias a un trabajo en equipo usando el método de velocidad radial (espectroscopia Doppler), usando los telescopios del Observatorio W. M. Keck y el Telescopio Subaru. El equipo inició con un fallido intento de búsqueda de tránsito, pero solo pudieron cubrir un 25% del espacio de búsqueda, lo que dejó todavía como posibilidad abierta.
Luego de discutir la posibilidad de un tránsito en oklo.org, varios grupos continuaron con la búsqueda. En estas búsquedas se confirmó un tránsito de tres horas el 21 de octubre de 2007, y un documento fue publicado dos días después.
HD 17156b es el planeta encontrado gracias a un tránsito con el periodo orbital más largo. Un seguimiento debería entregar información más precisa sobre sus elementos orbitales (como ocurrió el 13 de diciembre de 2007).